# Pojske
Pojske (en cyrillique : Појске) est un village de Bosnie-Herzégovine. Il est situé sur le territoire de la ville de Zenica, dans le canton de Zenica-Doboj et dans la fédération de Bosnie-et-Herzégovine. Selon les premiers résultats du recensement bosnien de 2013, il compte 1 896 habitants.
Avant 1991, le territoire du village était partagé entre les localités de Konjevići, Poratje, Šušanj, Rebrovac et Vrselje ; depuis 1991, le village, qui regroupe ces localités, est recensé comme une entité administrative à part entière.

## Géographie
Le village est situé à la confluence de la Pošćanska rijeka et de la Kočeva, un affluent de la Bosna.

## Démographie

### Évolution historique de la population dans la localité
| 1948 | 1953 | 1961 | 1971 | 1981 | 1991  | 2013  |
| ---- | ---- | ---- | ---- | ---- | ----- | ----- |
| -    | -    | -    | -    | -    | 2 664 | 1 896 |

|  |